# Microrregión de las Sierras de Sudeste
La microrregión de las Sierras de Sudeste es una de las microrregiones del estado brasileño del Rio Grande do Sul perteneciente a la mesorregión Sudeste Rio-Grandense. Su población fue estimada en 2005 por el IBGE en 121.504 habitantes y está dividida en ocho municipios. Posee un área total de 16.512,614 km².

## Municipios
- Amaral Ferrador
- Caçapava do Sul
- Candiota
- Encruzilhada do Sul
- Pinheiro Machado
- Piratini
- Santana da Boa Vista

- Datos: Q2277283